# Щербани (Полтавский район)
Щербани (укр. Щербані) — село в Щербаневском сельском совете Полтавского района Полтавской области Украины.
Код КОАТУУ — 5324087701. Население по переписи 2001 года составляло 1864 человека.
Является административным центром Щербаневского сельского совета, в который, кроме того, входят сёла Гора, Горбаневка, Нижние Млыны, Рассошенцы, Тютюнники и Шмыгли.

## Географическое положение
Село Щербани примыкает к селу Тютюнники, в 0,5 км находится село Шмыгли, в 1,5 км — город Полтава.
По селу протекает пересыхающий ручей с запрудой.

## Экономика
- ООО «СВ Тепломашсервис».

## Объекты социальной сферы
- Школа.
- Клуб.
- Дом культуры.
- Официальный сайт сельской рады Щербани.